# Anoploderma breueri
Anoploderma breueri är en skalbaggsart som beskrevs av Auguste Lameere 1912. Anoploderma breueri ingår i släktet Anoploderma och familjen långhorningar.
Artens utbredningsområde är Paraguay. Inga underarter finns listade i Catalogue of Life.